# Новий (Комишловський район)
Но́вий (рос. Новый) — селище у складі Комишловського району Свердловської області. Входить до складу Заріченського сільського поселення.
Населення — 236 осіб (2010, 252 у 2002).
Національний склад станом на 2002 рік: росіяни — 91 %.